# Малушине
Малу́шине —  село в Україні, у Конотопському районі Сумської області. Населення становить 150 осіб. До 2018 орган місцевого самоврядування — Козаченська сільська рада.

## Географія
Село Малушине знаходиться біля витоків річки Берюшка, нижче за течією на відстані 1 км розташоване село Козаче. По селу протікає пересихаючий струмок з загатою.

## Історія
12 червня 2020 року, відповідно до розпорядження Кабінету Міністрів України № 723-р «Про визначення адміністративних центрів та затвердження територій територіальних громад Сумської області», село увійшло до складу Путивльської міської громади.
19 липня 2020 року, в результаті адміністративно-територіальної реформи та ліквідації Путивльського району, увійшло до складу новоутвореного Конотопського району.
Станом на 27 березня 2024 року 4 села Путивльської громади – Козаче, Малушине, Мишутине та Сімейкине мають статус територій, де ведуться чи велися бойові дії.

## Населення

### Мова
Розподіл населення за рідною мовою за даними перепису 2001 року:
| Мова       | Кількість | Відсоток |
| ---------- | --------- | -------- |
| російська  | 144       | 96%      |
| українська | 6         | 4%       |
| Усього     | 150       | 100%     |